# Guttipsilopa
Guttipsilopa is een vliegengeslacht uit de familie van de oevervliegen (Ephydridae).

## Soorten
- G. umbrosa (Loew, 1862)
- G. wirthi (Mathis and Freidberg, 1980)